# Irene Zazians
Irène Zazians (en arménien Իրեն Զազյանց; en persan ایرن زازیانس), ou simplement Irene, est une actrice de théâtre, de cinéma et de télévision iranienne d'origine arménienne, née le 12 août 1927 (1306 dans le calendrier persan) à Babolsar, dans le nord de l'Iran, et morte le 28 juillet 2012 à Téhéran. D'abord comédienne au théâtre, elle devient l'une des actrices les plus fameuses du cinéma iranien d'avant la révolution de 1979. Elle joue dans une trentaine de films, dont plusieurs représentatifs de la nouvelle vague iranienne.

## Débuts au théâtre

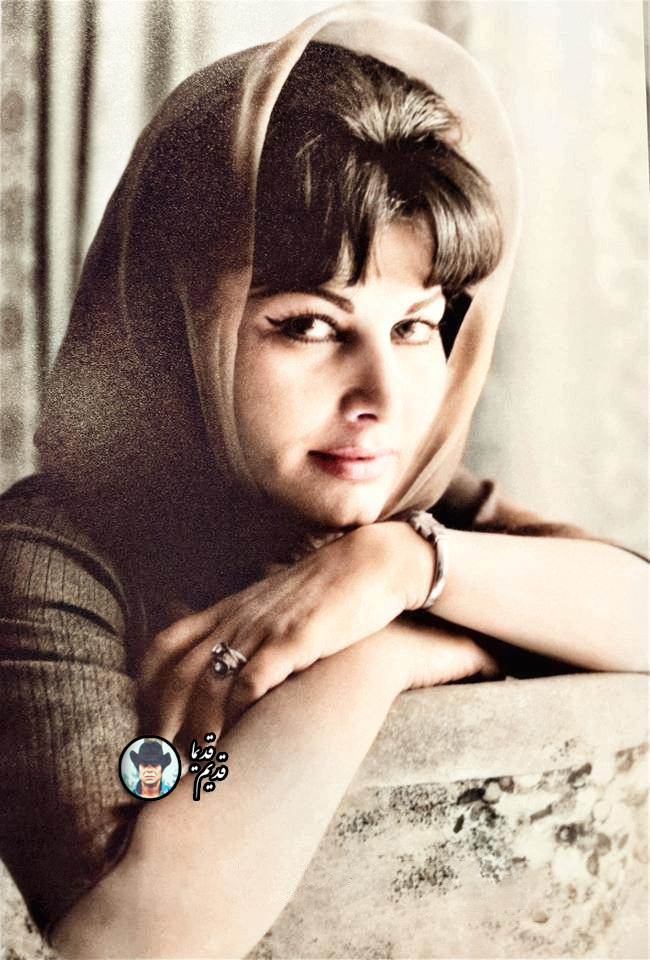
Irene Zazians (ایرن زازیانس)

Irene est née le 12 août 1927 (20 mordad 1306 dans le calendrier persan) dans une famille arménienne qui a fui le génocide. En 1943, elle quitte Babolsar pour Téhéran. À 16 ans, elle épouse l'écrivain Mohammad Asemi (fa). Elle commence à jouer au théâtre comme actrice professionnelle à 19 ans. Peu de femmes embrassent alors la carrière de comédienne en Iran. Elle joue d'abord au théâtre Ferdousi (fa) sous la direction d'Abdul Hussein Noushin (en). Elle joue dans la pièce Honorable employée, mise en scène par Henrik Stepanian (fa). Après l'attentat contre Mohammad Reza Shah Pahlavi en 1949, en raison des sympathies de Noushin pour le parti Tudeh, le théâtre est fermé. Elle rejoint alors le théâtre Sa'adi (fa) de Téhéran, animé officiellement par l'épouse de Noushin, mais en réalité dirigé par Noushin lui-même. Elle joue dans L'éventail de lady Windermere d'Oscar Wilde. Lors du coup d'État du 19 août 1953 (28 mordad 1332), le Théâtre Saadi  est incendié. Noushin, emprisonné, s'évade et part en Union soviétique. Asemi fuit à l'étranger. Mohammad Ali Jafari, après un séjour en prison, tente de rassembler la troupe de Noushin. En 1954, il lance le Théâtre Farhang et invite Irène à y participer.

## Carrière au cinéma
En 1958, elle est invitée à entamer une carrière cinématographique.  Elle joue dans A Man Who Suffers réalisé par Jafari,.  Dans Messenger from Heaven (Ghasede behesht (fa)), réalisé par Samuel Khachikian (en) en 1959 (1337 SH), elle est la première actrice iranienne à apparaître à l'écran en bikini. Elle joue dans Awaiting (Cheshm be rāh (fa)) réalisé par Ataollah Zahed (en) puis Cheshmehe abe hayat (« La fontaine de vie ») ( چشمه‌ی آب حیات (fa) ) de Siamak Yasemi en 1960.  Sa carrière atteint un point culminant avec محلل (Mohallel (en)) en 1972 où elle joue le rôle d'une femme musulmane. Le film dénonce la pratique du Nikah Halala qui consiste à divorcer d'un conjoint pour en épouser un autre, consommer le mariage, puis à se séparer de lui à son tour pour épouser à nouveau le premier. À cause du ton satirique de ce film, son réalisateur Nosrat Karimi sera incarcéré et interdit d'exercer son métier.
Elle joue dans des films populaires en Iran : Goodbye friend (Khodahafez Rafigh (en)) d'Amir Naderi en 1971, Khurus (The rooster) de Shapour Gharib (en) en 1973, la même année dans Balouch (fa) de Masoud Kimiai. En 1977, dans Barehne Ta Zohr Ba Zahrat (Speeding Naked till High Noon ) réalisé par Khosrow Haritash (en). Ces films contribuent à l'essor du cinéma iranien, jusqu'alors dominé par la production italienne. 
Elle tourne aussi dans plusieurs séries télévisées. Notamment dans Soltan-e Sahebgharan (en) d'Ali Hatami où elle incarne Mahde Olya, la mère de Nasseruddin Shah, en 1976. Aussi dans تخت ابونصر (Takht Abu Nasr (fa)). Et dans plusieurs épisodes de la série Hezar Dastan, du même réalisateur, mais toutes ses apparitions sont supprimées,.
La révolution islamique met un terme à sa carrière. Après 1979, elle ne joue que dans deux films, tous deux interdits : Khatte ghermez (fa)(« La ligne rouge ») réalisé par Masoud Kimiai et Jayzeh (fa)(« Le prix ») d'Alireza Davoud Nejad. Elle part en Allemagne en 1983, puis revient en Iran en 1986. Elle doit gagner sa vie en tant qu'esthéticienne. Elle apparaît dans un dernier film, Shirin, d'Abbas Kiarostami, en 2008, où elle interprète son propre rôle.
Elle meurt d'un cancer du poumon à Téhéran le 28 juillet 2012.

## Filmographie

### Documentaires
Irene apparaît dans deux films documentaires :
- l'un sur le genre filmfarsi, qui désigne le cinéma populaire iranien jusqu'à la révolution islamique, Filmfarsi, réalisé en 2019 par Ehsan Khoshbakht ;
- le second sur la carrière et le destin des actrices iraniennes d'avant Khomeiny : Razor's Edge: The legacy of iranian actresses, Bahman Maghsoudlou, 2016.